# Roger Andrieux
Pour les articles homonymes, voir Andrieux.
Roger Andrieux est un réalisateur, scénariste, producteur de cinéma, directeur de la photographie et monteur français né le 24 août 1940 à Saint-Vincent-de-Connezac (Dordogne).

## Filmographie

### Comme réalisateur

#### Cinéma
- 1971 : Around South Central
- 1972 : Mister Brown (prix du festival du jeune cinéma de Toulon 1974)
- 1977 : L'Amour en herbe
- 1980 : La Petite Sirène
- 1988 : Envoyez les violons

#### Télévision
- 1976 : Trois de cœur (série télévisée)
- 1983 : Le Voyageur (The Hitchhiker) (série télévisée)
- 1990 : Les Cadavres exquis de Patricia Highsmith (TV), épisode : l'amateur de frissons
- 1992 : Condamné au silence (téléfilm)
- 1995 : Docteur Semmelweis

### Comme scénariste
- 1972 : Mister Brown
- 1980 : La Petite Sirène
- 1988 : Envoyez les violons
- 1991 : Coplan, TV, épisode Coplan et la filière argentine

### Comme producteur
- 1972 : Mister Brown
- 1980 : La Petite Sirène
- 1988 : Prisonnières de Charlotte Silvera

### comme directeur de la photographie
- 1972 : Angela Davis: Portrait of a Revolutionary de Yolande DuLuart
- 1973 : Mister Brown

### Comme acteur
- 1980 : Tout dépend des filles... de Pierre Fabre : L'homme qui a perdu sa mère

### Comme monteur
- 1972 : Opération Last Pastrol de Frank Cavestani et Catherine Leroy
- 1972 : Mister Brown